# 27 maart
27 maart is de 86ste dag van het jaar (87ste dag in een schrikkeljaar) in de gregoriaanse kalender. Hierna volgen nog 279 dagen tot het einde van het jaar.

## Gebeurtenissen
- Algemeen
  - 1482 - Hertogin Maria van Bourgondië overlijdt na een val van haar paard bij een jachtpartij enkele weken voordien.
  - 1977 - Twee jumbojets botsen in zware mist op elkaar op het vliegveld van Tenerife (Canarische Eilanden). 583 mensen komen om. Zie Vliegtuigramp van Tenerife.
  - 1995 - In Milaan wordt Maurizio Gucci neergeschoten voor zijn kantoor.
  - 2001 - In Pécrot (België) botsen twee treinen die op hetzelfde spoor rijden op elkaar. Zie Treinongeval bij Pécrot.
  - 2016 - Bij een zelfmoordaanslag gericht tegen christenen in de Pakistaanse stad Lahore vallen zeker zeventig doden. De aanslag wordt opgeëist door een afdeling van de taliban.
  - 2016 - In de Amerikaanse staat Alaska zorgt een grote aswolk voor een verstoring van het vliegverkeer. De wolk, die een gebied van zo'n 640 vierkante kilometer beslaat, is afkomstig uit de vulkaan Pavlof.
  - 2023 - Bij een schietpartij in een basisschool in het Amerikaanse Nashville komen zes personen om het leven, waaronder drie kinderen. In een vuurgevecht met de politie wordt de vrouwelijke dader gedood.[1]
  - 2023 - Op het strand van Vlieland wordt een klapmuts geboren. Het is de eerste geboorte van dit zoogdier in Nederland. Klapmutsen staan op de rode lijst van de IUCN en komen normaal gesproken in het poolgebied voor.[2][3]
  - 2024 - Een aardbeving met een kracht van 6,4 (volgens USGS) of 6,7 (volgens EMSC) op de schaal van Richter treft Vanuatu. Het epicentrum van de beving ligt op ongeveer 500 km afstand van de stad Isangel. Volgens de Amerikaanse geologische dienst USGS is de kans op slachtoffers en schade klein. Er is geen kans op een tsunami.[4][5]
  - 2024 - Een aardbeving met een kracht van 5,7 (volgens USGS) op de schaal van Richter treft Oregon (Verenigde Staten). Het epicentrum van de beving ligt in zee op ongeveer 180 km afstand van Port Orford. Volgens de Amerikaanse geologische dienst USGS is de kans op slachtoffers en schade klein. Er is geen kans op een tsunami. De beving lijkt de hoofdschok te zijn van een reeks bevingen in het gebied.[6]
- Media
  - 2020 - 3,1 Miljoen kijkers keken naar de allerlaatste uitzending van De Wereld Draait Door dat na 15 jaar stopt. Het programma van Matthijs van Nieuwkerk vroeg op de avond was erg populair.
  - 2022 - Tijdens de Oscaruitreiking wordt presentator Chris Rock geslagen door winnaar Will Smith omdat comedian Rock een grap maakte over Will Smith zijn vrouw Jada Pinkett Smith, die aan ziekte met haaruitval lijdt, dat ze op G.I. Jane leek.
- Oorlog
  - 1802 - De Vrede van Amiens maakt een einde aan de oorlog tussen Groot-Brittannië en de Franse republiek die begonnen was met de Franse oorlogsverklaring van 1793.
  - 1943 - Aanslag op het Amsterdams bevolkingsregister door leden van het verzet.

- Politiek

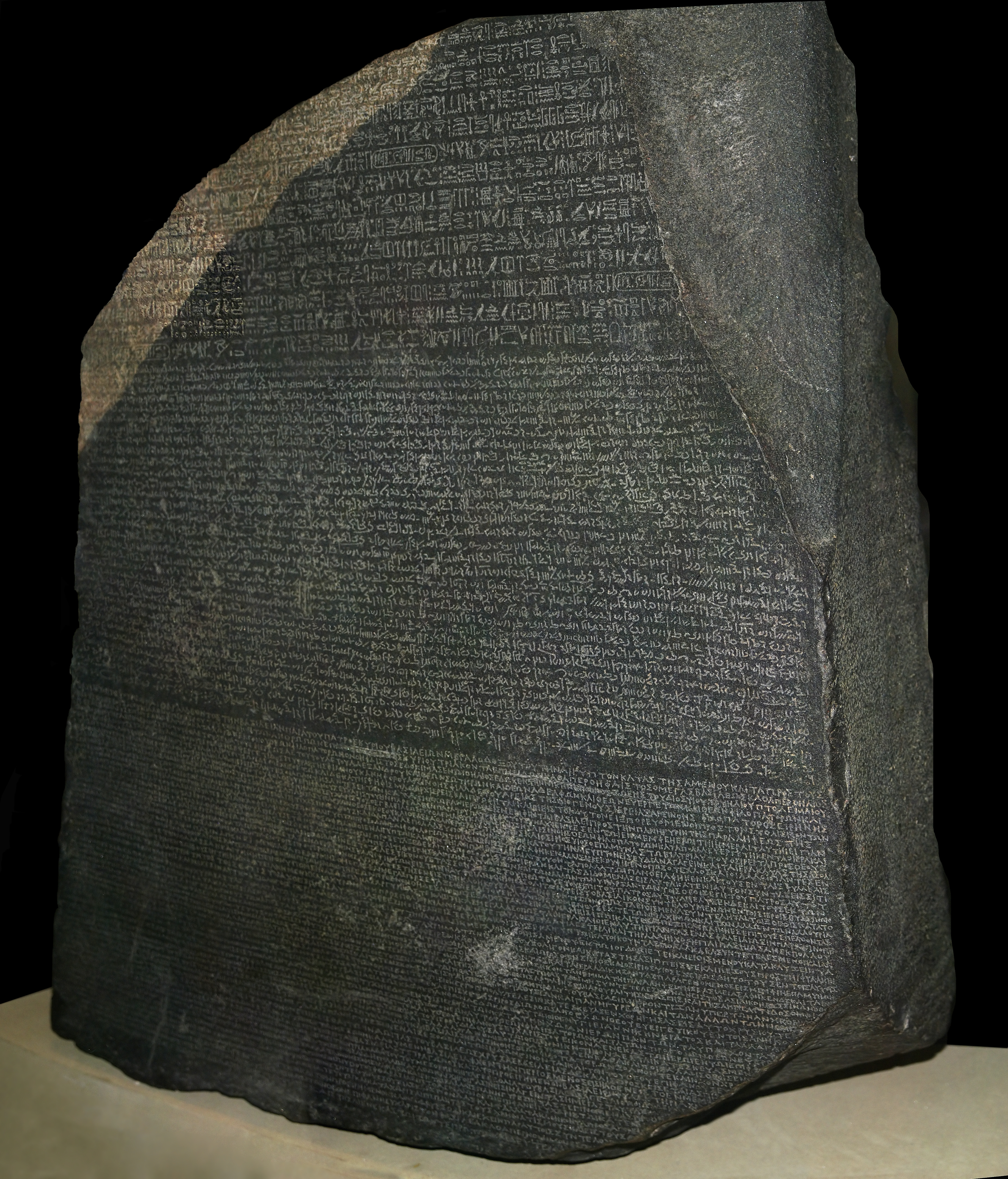
De Steen van Rosetta in het British Museum te Londen

  - 196 v.Chr. - Datum op de Steen van Rosetta.
  - 1892 - In Manresa (Catalonië) wordt de Bases de Manresa, een ontwerp voor een regionale grondwet, goedgekeurd.
  - 1924 - Adolf Hitler wordt veroordeeld tot 5 jaar gevangenisstraf vanwege zijn rol bij de Bierkellerputsch.
  - 1993 - Jiang Zemin wordt aangewezen als president van China.
  - 1993 - Inauguratie van Albert Zafy als president van Madagaskar.
  - 2008 - Geert Wilders brengt zijn omstreden anti-Koranfilm Fitna uit op het internet.
  - 2020 - Noord-Macedonië wordt lid van de NAVO.
  - 2023 - Humza Yousaf wordt verkozen tot leider van de Scottish National Party. Hij is daarmee automatisch ook de nieuwe Schotse premier, als opvolger van Nicola Sturgeon.[7]
  - 2023 - Op diverse plaatsen in Israël wordt gedemonstreerd nadat de minister van Defensie, Yoav Gallant, door premier Netanyahu is ontslagen vanwege diens kritiek op hervormingen van de rechtspraak in Israël die Netanyahu wil doorvoeren.[8] Later op de dag wordt in een televisietoespraak bekendgemaakt dat de plannen voorlopig worden uitgesteld.[9]
- Recreatie
  - 1986 - Fata Morgana in de Efteling wordt geopend.
- Sport
  - 1871 - In Edinburgh wordt de eerste officiële rugbyinterland uit de geschiedenis gespeeld. Schotland wint op Raeburn Place van Engeland.
  - 1901 - Oprichting van de Zwitserse voetbalclub Brühl St. Gallen.
  - 1932 - Oprichting van de amateurvoetbalclub VV De Bataven.
  - 1933 - Oprichting van de amateurvoetbalclub VV de Noormannen.
  - 1937 - In Rotterdam wordt het Stadion Feijenoord (de Kuip) officieel in gebruik genomen. Feyenoord speelt een wedstrijd tegen het Belgische Beerschot en wint met 5-2.
  - 1974 - Het Nederlands voetbalelftal speelt in Rotterdam met 1-1 gelijk tegen Oostenrijk in de voorbereiding op het Wereldkampioenschap voetbal 1974 in West-Duitsland. Aanvaller Ruud Geels maakt zijn debuut voor Oranje.
  - 1976 - Freddy Maertens wint de elfde editie van Nederlands enige wielerklassieker, de Amstel Gold Race.
  - 1998 - Schaatsster Marianne Timmer verbetert in Calgary haar eigen, ruim één maand oude Nederlands record op de 500 meter (39,03 seconden) en noteert op klapschaatsen een tijd van 38,92 seconden.
  - 1999 - Het Oostenrijks voetbalelftal lijdt een ongekend zware nederlaag. De ploeg verliest in Valencia met 9-0 van Spanje, onder meer door vier doelpunten van Raúl González Blanco. Bondscoach Herbert Prohaska legt na afloop zijn functie neer.
  - 1999 - Langeafstandsloper Greg van Hest vestigt in Den Haag een nieuw Nederlands record op de halve marathon: 1.01,10.
  - 2002 - De fusie tussen voetbalclubs Daring Leuven, Stade Leuven en Zwarte Duivels Oud-Heverlee is een feit en vanaf dit moment spreekt men enkel nog van Oud-Heverlee Leuven.
  - 2017 - Het gemeentebestuur van de Franse stad Angers gaat unaniem akkoord met het voorstel om het Stade Jean-Bouin om te dopen tot Stade Raymond-Kopa als eerbetoon aan de eerder die maand overleden Raymond Kopa.
  - 2021 - De WK-kwalificatiewedstrijd in de Arena tegen Letland wint het Nederlands voetbalelftal met 2-0.[10]
  - 2024 - FC Twente en Joshua Brenet gaan per direct uit elkaar. Brenet is veroordeeld tot een maand cel, nadat hij tot twee keer toe was betrapt op het rijden zonder rijbewijs. Hij liep nog in een proeftijd van een veroordeling van huiselijk geweld.
- Wetenschap en technologie
  - 1899 - Guglielmo Marconi brengt een draadloze radioverbinding tot stand over het Kanaal.
  - 1933 - Uitvinding van polyethyleen door Reginald Gobson en Eric Fawcett.
  - 1989 - De Phobos 2 missie naar de planeet Mars, gelanceerd door de Sovjet-Unie, komt tot een onverwacht einde doordat het contact met het ruimtevaartuig onherstelbaar verloren gaat.[11]
  - 2004 - NASA vestigt een nieuw snelheidsrecord met de X-43A met een snelheid van mach 7 (ruim 7700 kilometer per uur).

## Geboren

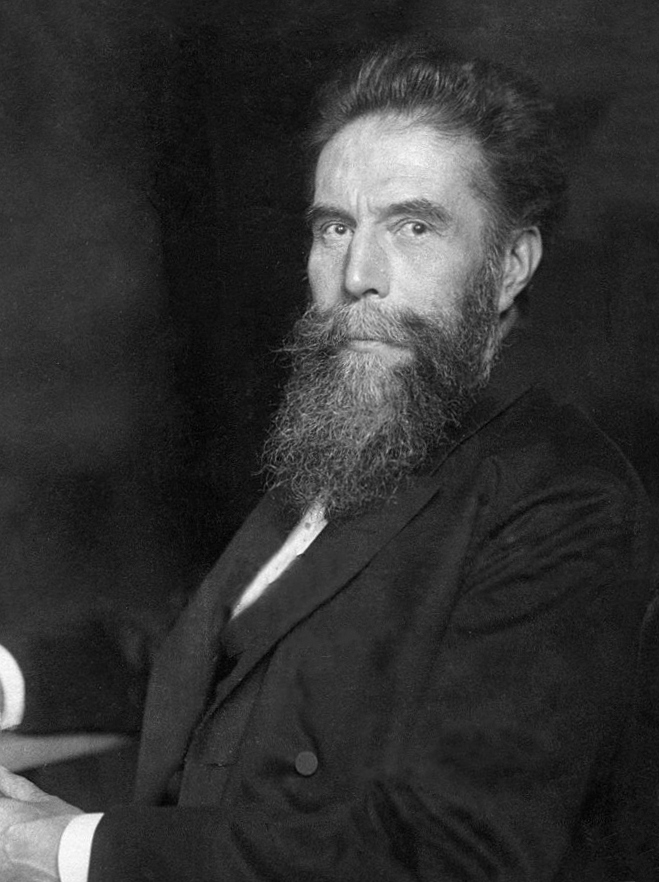
Wilhelm Röntgen
geboren in 1845

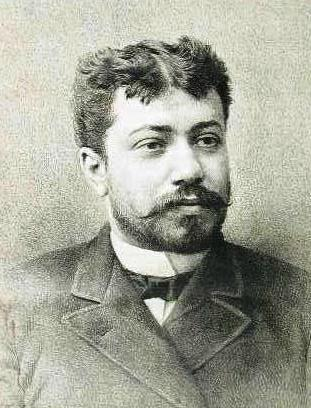
Francisco Viñas
geboren in 1863

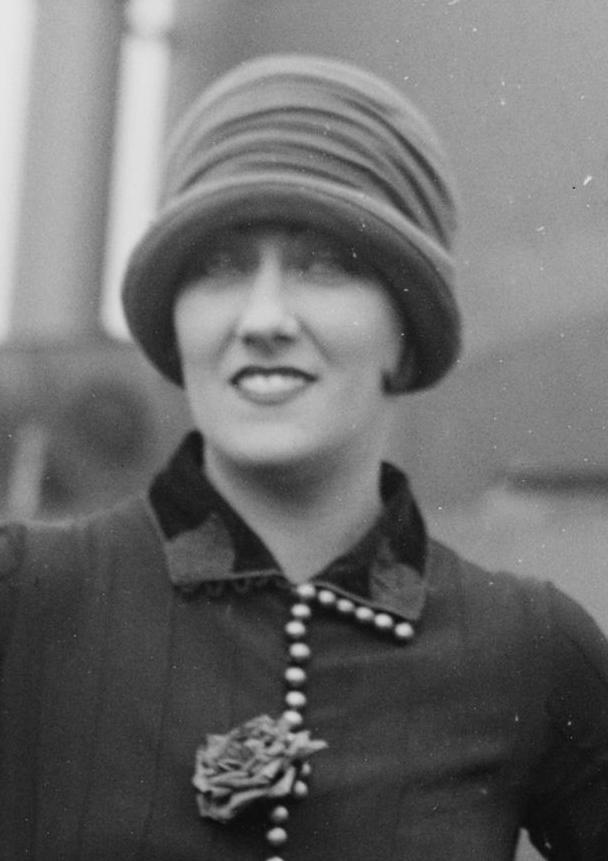
Gloria Swanson
geboren in 1899

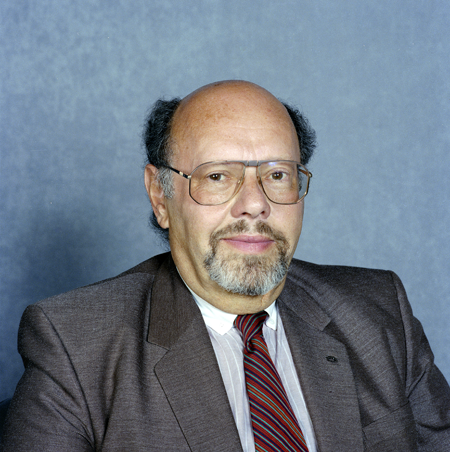
Simon van Collem
geboren in 1919

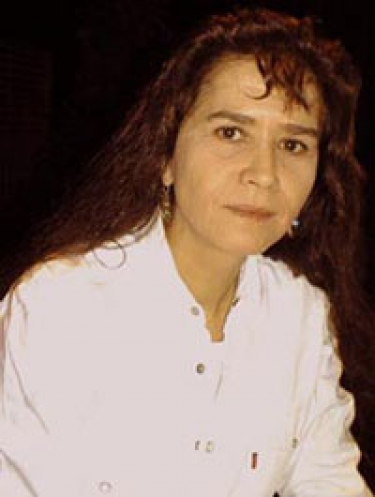
Maria Schneider
geboren in 1952

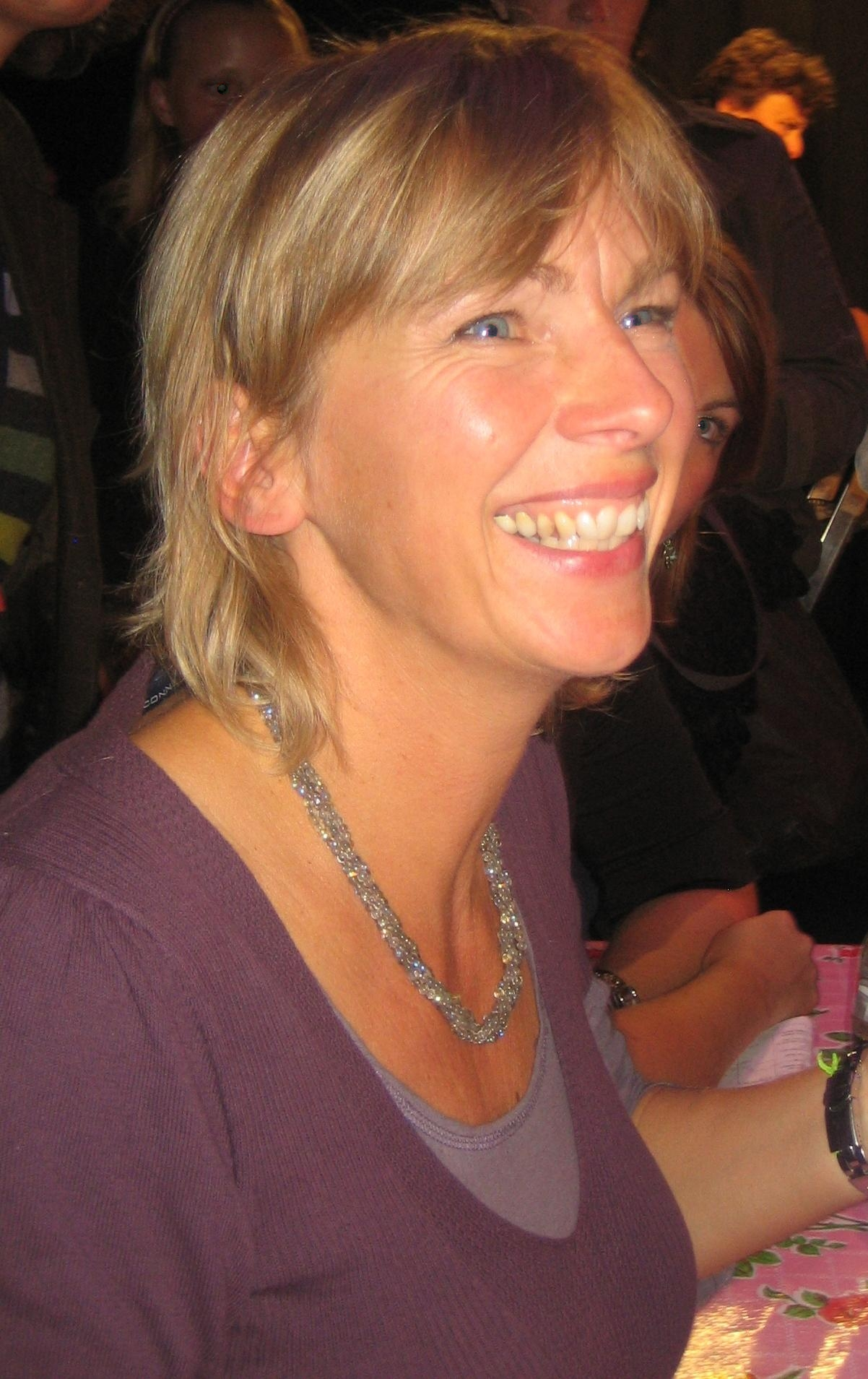
Francine Oomen
geboren in 1960

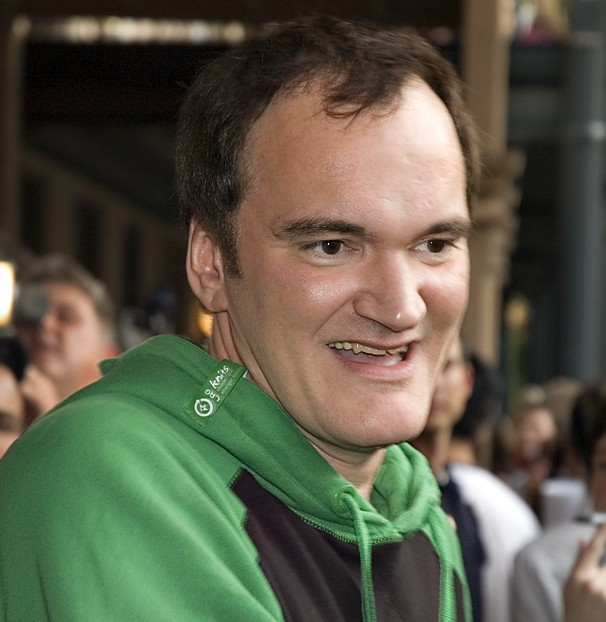
Quentin Tarantino,
geboren in 1963

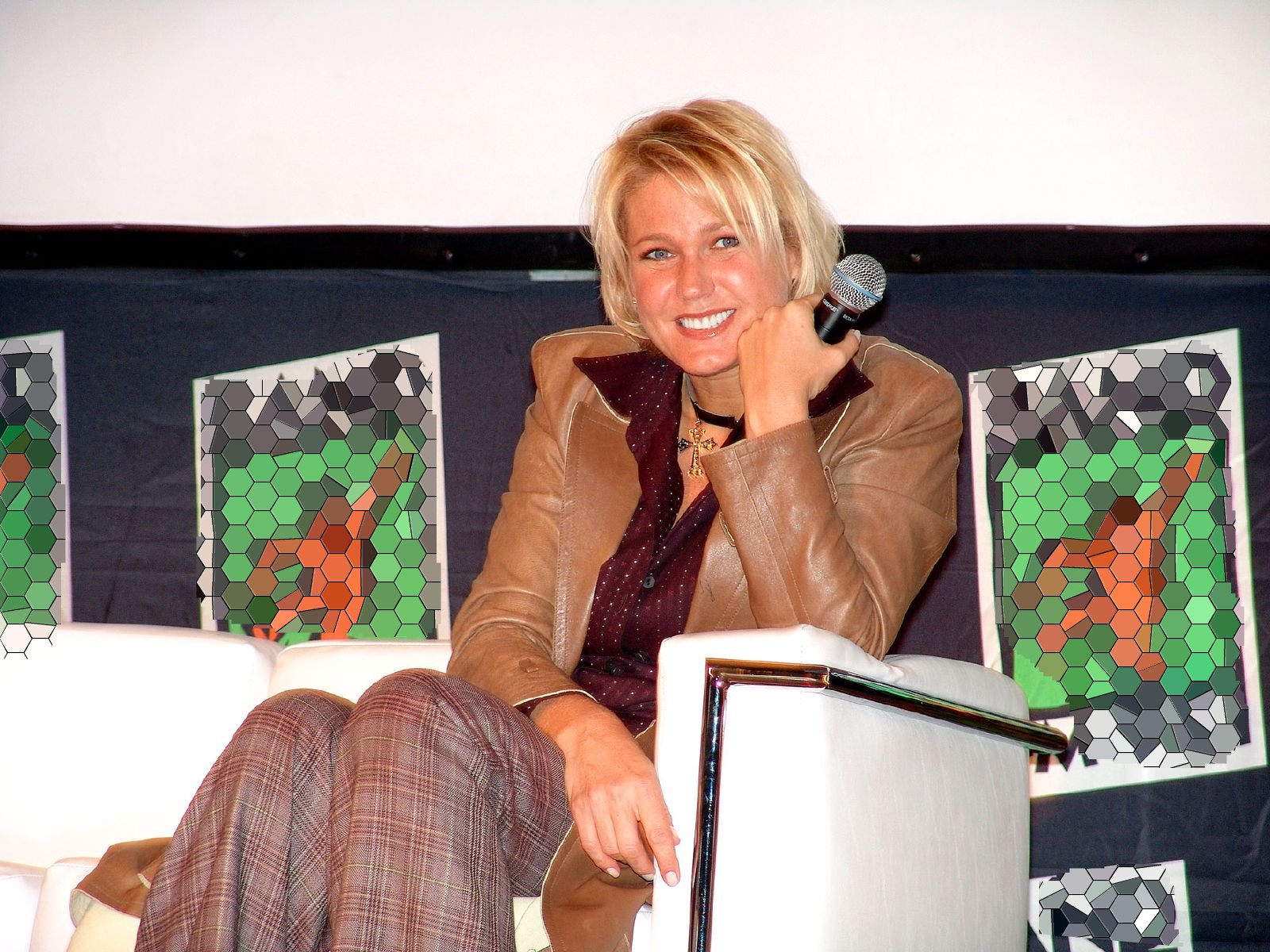
Xuxa,
geboren in 1963

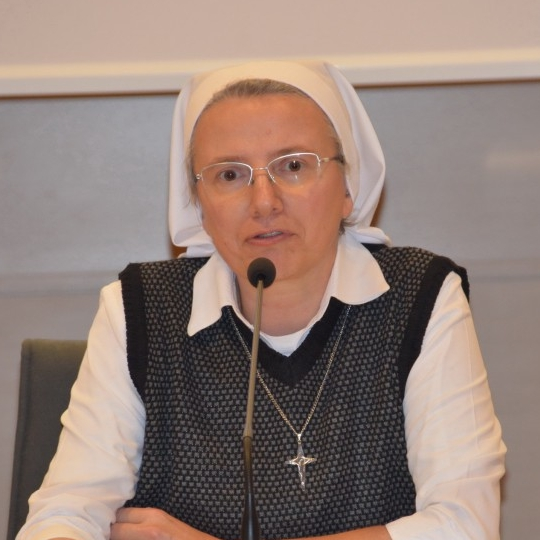
Simona Brambilla,
geboren in 1965

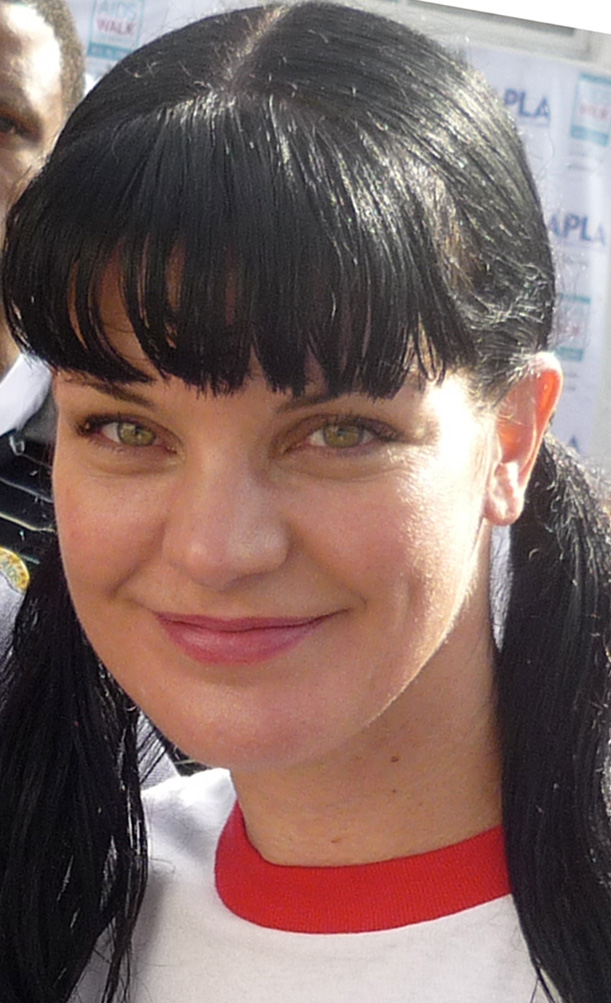
Pauley Perrette
geboren in 1969

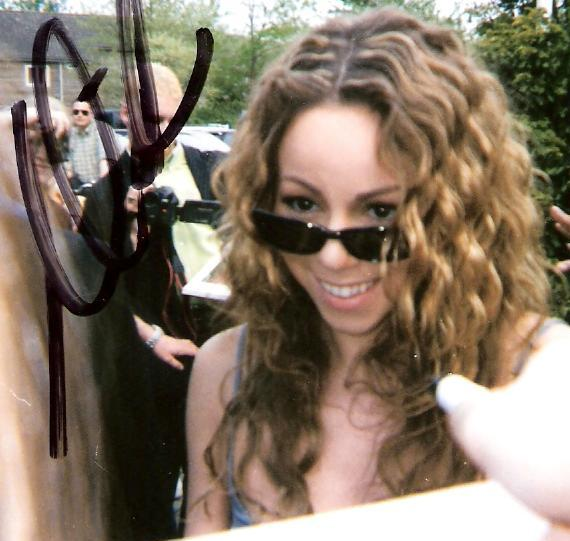
Mariah Carey
geboren in 1970

- 1509 - Wolraad II van Waldeck-Eisenberg, Duits graaf (overleden 1578)
- 1632 - Gustaaf Adolf van Nassau-Saarbrücken, graaf van Nassau-Saarbrücken (overleden 1677)
- 1785 - Lodewijk XVII, titulair koning van Frankrijk (overleden 1795)
- 1797 - Alfred de Vigny, Frans schrijver (overleden 1863)
- 1802 - Charles-Mathias Simons, Luxemburgs politicus (overleden 1874)
- 1845 - Wilhelm Conrad Röntgen, Duits natuurkundige en Nobelprijswinnaar (overleden 1923)
- 1851 - Ruperto Chapí y Lorente, Spaans componist en dirigent (overleden 1909)
- 1851 - Vincent d'Indy, Frans componist en muziektheoreticus (overleden 1931)
- 1854 - Edgar Tinel, Belgisch pianist en componist (overleden 1912)
- 1863 - Jan Rinke, Nederlands schilder en illustrator (overleden 1922)
- 1863 - Francisco Viñas, Spaans tenor (overleden 1933)
- 1871 - Piet Aalberse, Nederlands staatsman en katholiek-sociaal denker (overleden 1948)
- 1871 - Heinrich Mann, Duits schrijver (overleden 1950)
- 1884 - Gordon Thomson, Brits roeier (overleden 1953)
- 1886 - Ludwig Mies van der Rohe, Duits architect (overleden 1969)
- 1888 - Bouke Benenga, Nederlands zwemmer en waterpoloër (overleden 1968)
- 1892 - Ferde Grofé, Amerikaans componist en arrangeur (overleden 1972)
- 1899 - Gloria Swanson, Amerikaans actrice (overleden 1983)
- 1901 - Carl Barks, Amerikaans tekenfilmtekenaar (overleden 2000)
- 1902 - Jos Wijnant, oudste man van Nederland (overleden 2010)
- 1906 - Cecil Purdy, Australisch schaker (overleden 1979)
- 1908 - Jacques den Haan, Nederlands schrijver (overleden 1982)
- 1909 - Ben Webster, Amerikaans jazzsaxofonist (overleden 1973)
- 1912 - James Callaghan, Brits politicus en premier (overleden 2005)
- 1915 - Tale Evenhuis, Nederlands burgemeester (overleden 2013)
- 1916 - Lulof Heetjans, Nederlands voetballer (overleden 1998)
- 1917 - Cyrus Vance, Amerikaans politicus en diplomaat (overleden 2002)
- 1919 - Simon van Collem, Nederlands journalist en omroepmedewerker (overleden 1989)
- 1920 - Angelo Lo Forese, Italiaans tenor (overleden 2020)
- 1921 - Moacir Barbosa Nascimento, Braziliaans voetballer (overleden 2000)
- 1921 - Ivan Rabuzin, Kroatisch kunstschilder (overleden 2008)
- 1923 - Ans Koning, Nederlands atlete (overleden 2006)
- 1924 - Dirk van den Broek, Nederlands ondernemer, oprichter van de gelijknamige supermarktketen (overleden 2020)
- 1925 - Charles Henry Plumb, Brits politicus (overleden 2022)
- 1927 - Sylvia Anderson, Amerikaans stemactrice (overleden 2016)
- 1927 - Mo Ostin, Amerikaans muziekproducent (overleden 2022)
- 1927 - Mstislav Rostropovitsj, Amerikaans cellist en dirigent (overleden 2007)
- 1928 - Reg Evans, Australisch acteur (overleden 2009)
- 1928 - Antonín Tučapský, Tsjechisch componist/muziekpedagoog/dirigent (overleden 2014)
- 1929 - Theadora Van Runkle, Amerikaans modeontwerpster (overleden 2011)
- 1930 - Bob den Uyl, Nederlands schrijver en jazztrompettist (overleden 1992)
- 1930 - David Janssen, Amerikaans film- en televisieacteur (overleden 1980)
- 1930 - Daniel Spoerri, Zwitsers kunstenaar, regisseur en beeldhouwer (overleden 2024)
- 1931 - Yoriaki Matsudaira, Japans componist (overleden 2023)
- 1932 - Sigfrid Gràcia, Spaans voetballer (overleden 2005)
- 1933 - Hazel Henderson, Brits schrijfster (overleden 2022)
- 1934 - Ioannis Paleokrassas, Grieks politicus (overleden 2021)
- 1935 - Lucien De Pauw, Belgisch atleet
- 1935 - Julian Glover, Brits acteur
- 1935 - Maria Nowak, Pools-Frans econome (overleden 2022)
- 1935 - Laurens van Rooyen, Nederlands pianist en componist (overleden 2024)
- 1936 - David Rogers, Amerikaans countryzanger (overleden 1993)
- 1937 - Alan Hawkshaw, Brits componist en musicus (overleden 2021)
- 1938 - Kartal Tibet, Turks acteur (overleden 2021)
- 1939 - Anders Svensson, Zweeds voetballer (overleden 2007)
- 1939 - Cale Yarborough, Amerikaans autocoureur (overleden 2023)
- 1941 - Per Abramsen, Nederlands beeldhouwer (overleden 2018)
- 1941 - Kurt Felix, Zwitsers televisiepresentator en -journalist (overleden 2012)
- 1941 - Ivan Gašparovič, Slowaaks president
- 1941 - Liese Prokop, Oostenrijks atlete en politica (overleden 2006)
- 1941 - Antònia Vicens, Spaans schrijfster en dichteres
- 1942 - Michael Jackson, Brits bier- en whiskydeskundige (overleden 2007)
- 1942 - Michael York, Brits acteur
- 1945 - Néstor García Veiga, Argentijns autocoureur
- 1946 - Boris Kopejkin, Sovjet-Russisch voetballer en trainer
- 1947 - Aad de Mos, Nederlands voetbaltrainer
- 1947 - Bart Taminiau, Nederlands hockeyspeler
- 1948 - Kees Kok, Nederlands theoloog
- 1949 - Peter van der Hurk, Nederlands paragnost (overleden 2025)
- 1949 - John Lagrand, Nederlands muzikant (overleden 2005)
- 1949 - Patrick Moenaert, Belgisch politicus en bestuurder (overleden 2024)
- 1949 - Dubravka Ugrešić, Kroatisch-Nederlands schrijfster (overleden 2023)
- 1950 - Tony Banks, Brits musicus
- 1950 - Maria Ewing, Amerikaans operazangeres (overleden 2022)
- 1950 - Terry Yorath, Welsh voetballer en voetbalcoach
- 1951 - Sanja Ilić, Servisch componist en keyboardspeler (overleden 2021)
- 1951 - Marielle de Sarnez, Frans politica (overleden 2021)
- 1952 - Jan Albers, Nederlands hockeyer
- 1952 - Maria Schneider, Frans actrice (overleden 2011)
- 1953 - Herman Ponsteen, Nederlands wielrenner
- 1954 - Roy Sedoc, Surinaams/Nederlands atleet
- 1955 - Rüdiger Reiche, Oost-Duits roeier
- 1958 - Marion Lutke, Nederlands televisiepresentatrice, lifecoach en trainer
- 1958 - René Roemersma, Nederlands anti-apartheidsactivist (overleden 2021)
- 1959 - Luc Beyens, Belgisch voetballer en voetbalcoach
- 1959 - Hajo Bruins, Nederlands acteur
- 1959 - Sjarhej Hotsmanov, Sovjet/Wit-Russisch voetballer
- 1960 - Victor Bailey, Amerikaans jazzbassist (overleden 2016)
- 1960 - Francine Oomen, Nederlands kinderboekenschrijfster
- 1961 - Izaskun Bilbao, Spaans juriste en politica
- 1961 - Tony Rominger, Zwitsers wielrenner
- 1962 - Rob Hollink, Nederlands pokerspeler
- 1962 - Roberto Puno, Filipijns politicus
- 1963 - Karin de Groot, Nederlands presentatrice en programmamaakster
- 1963 - Gary Stevens, Engels voetballer
- 1963 - Quentin Tarantino, Amerikaans filmregisseur en acteur
- 1963 - Xuxa, Braziliaans actrice/zangeres
- 1965 - Simona Brambilla, Italiaans non en prefect
- 1965 - Veerle Heeren, Belgisch politica
- 1966 - Ramiro Castillo, Boliviaans voetballer (overleden 1997)
- 1966 - Paula Trickey, Amerikaans actrice
- 1968 - Irina Belova, (Sovjet-)Russisch atlete
- 1969 - Michail Brodsky, Oekraïens schaker
- 1969 of 1970 - Mariah Carey, Amerikaans zangeres
- 1969 - Pauley Perrette, Amerikaans actrice
- 1970 - Kathalijne Buitenweg, Nederlands politicus
- 1970 - Elizabeth Mitchell, Amerikaans actrice
- 1970 - Carolina Trujillo, Urugayaans-Nederlands schrijfster en columniste
- 1971 - David Coulthard, Brits autocoureur
- 1971 - Matthew Pegg, Engels bassist
- 1972 - Charlie Haas, Amerikaans professioneel worstelaar
- 1972 - Jimmy Floyd Hasselbaink, Nederlands voetballer
- 1972 - Kris Poelaert, Belgisch politicus
- 1973 - Maaike Cafmeyer, Belgisch actrice
- 1973 - Rui Jorge, Portugees voetballer en voetbalcoach
- 1973 - Pablo Pozo, Chileens voetbalscheidsrechter
- 1974 - Edgardo Adinolfi, Uruguayaans voetballer
- 1974 - Luca Banti, Italiaans voetbalscheidsrechter
- 1974 - Marek Citko, Pools voetballer
- 1974 - Joan Horrach, Spaans wielrenner
- 1974 - Gaizka Mendieta, Spaans voetballer
- 1975 - Fergie, Amerikaans zangeres
- 1975 - Katsuaki Fujiwara, Japans motorcoureur
- 1976 - Romina Maggi, Argentijns atlete
- 1976 - Dave Versteeg, Nederlands shorttracker en assistent-bondscoach
- 1977 - Tommie van der Leegte, Nederlands voetballer
- 1977 - Vitor Meira, Braziliaans autocoureur
- 1978 - Sven Bakker, Nederlands schaker
- 1978 - Emmanuel Ebiede, Nigeriaans voetballer (overleden 2023)
- 1979 - Mia Ikumi, Japans mangaka (overleden 2022)
- 1980 - Basil Shaaban, Libanees autocoureur
- 1981 - Cacau, Braziliaans-Duits voetballer
- 1981 - Hilda Kibet, Keniaans/Nederlands atlete
- 1981 - John Kristian Dahl, Noors langlaufer
- 1981 - Akhil Kumar, Indiaas bokser
- 1983 - Joelia Goloebtsjikova, Russisch atlete
- 1984 - Nesar Ahmad Bahawi, Afghaans taekwondoka
- 1984 - Michael Cordier, Belgisch voetbaldoelman
- 1984 - Brett Holman, Australisch voetballer
- 1985 - Chris Davies, Engels voetbaltrainer
- 1985 - Paul Meijer, Nederlands autocoureur
- 1985 - David Navara, Tsjechisch schaker
- 1985 - Nadezjda Skardino, Wit-Russisch biatlete
- 1985 - Přemysl Švarc, Tsjechisch triatleet
- 1985 - Peter Valstar, Nederlands politicus (VVD)
- 1986 - Manuel Neuer, Duits voetbaldoelman
- 1986 - Artur Waś, Pools schaatser
- 1987 - Polina Gagarina, Russische zangeres
- 1987 - Sanne van Kerkhof, Nederlands shorttrackster
- 1987 - Michael Macho, Oostenrijks snowboarder
- 1988 - Jessie J, Brits singer-songwriter
- 1988 - Mohamed Sbihi, Brits roeier
- 1988 - Brenda Song, Amerikaans actrice
- 1989 - Michael Glasder, Amerikaans schansspringer
- 1990 - Amir Abrashi, Zwitsers-Albanees voetballer
- 1990 - Joselu, Spaans voetballer
- 1990 - Pholien Systermans, Belgisch zwemmer
- 1991 - Aude Biannic, Frans wielrenner
- 1991 - Josemar Makiavala, Nederlands/Angolees voetballer
- 1992 - Ryan Cochran-Siegle, Amerikaans alpineskiër
- 1993 - Luca Aerni, Zwitsers alpineskiër
- 1994 - Rowby-John Rodriguez, Oostenrijks darter
- 1995 - Taylor Atelian, Amerikaans actrice
- 1995 - Monica Geuze, Nederlands vlogster en dj
- 1995 - Mac Bohonnon, Amerikaans freestyleskiër
- 1996 - Marjolein van 't Geloof, Nederlands wielrenster
- 1996 - Jake Hesketh, Engels voetballer
- 1996 - Joey Mawson, Australisch autocoureur
- 1998 - Maja Bay Østergaard, Deens voetbalster
- 1999 - Jayson Uribe, Amerikaans motorcoureur
- 2000 - Davide Bomboi, Belgisch wielrenner
- 2001 - Martin Tjøtta, Noors wielrenner
- 2004 - Amira Willighagen, Nederlands operazangeres
- 2007 - Chloe Chong, Brits-Canadees autocoureur
- 2008 - Tom Kalender, Duits autocoureur

## Overleden

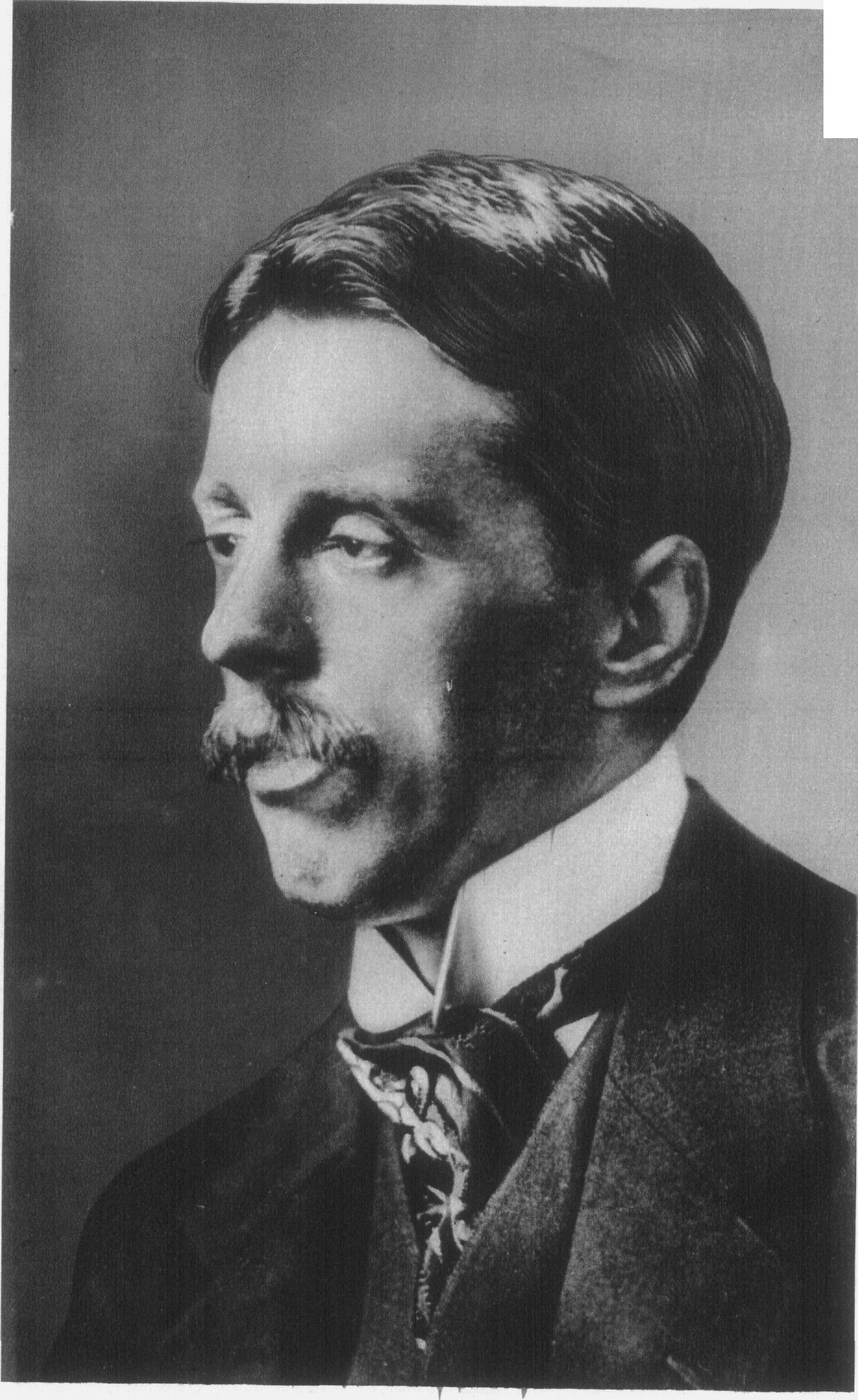
Arnold Bennett
overleden in 1931

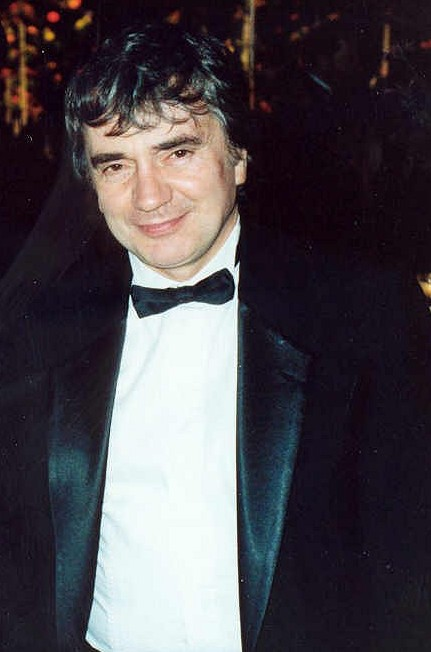
Dudley Moore
overleden in 2002

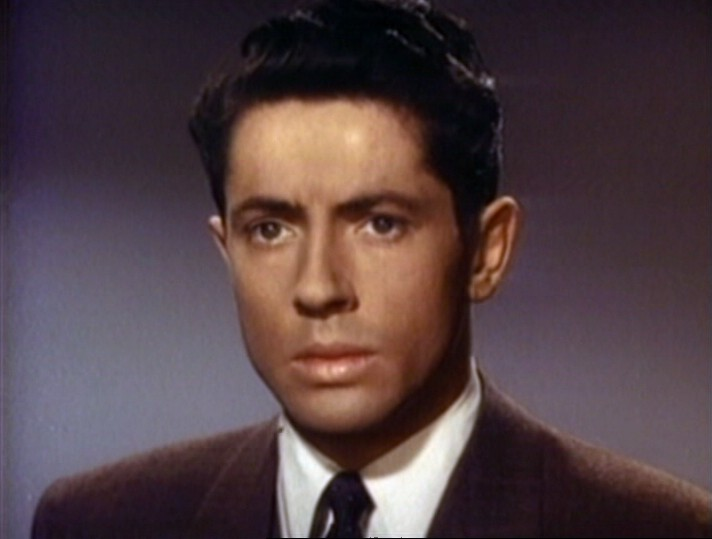
Farley Granger
overleden in 2011

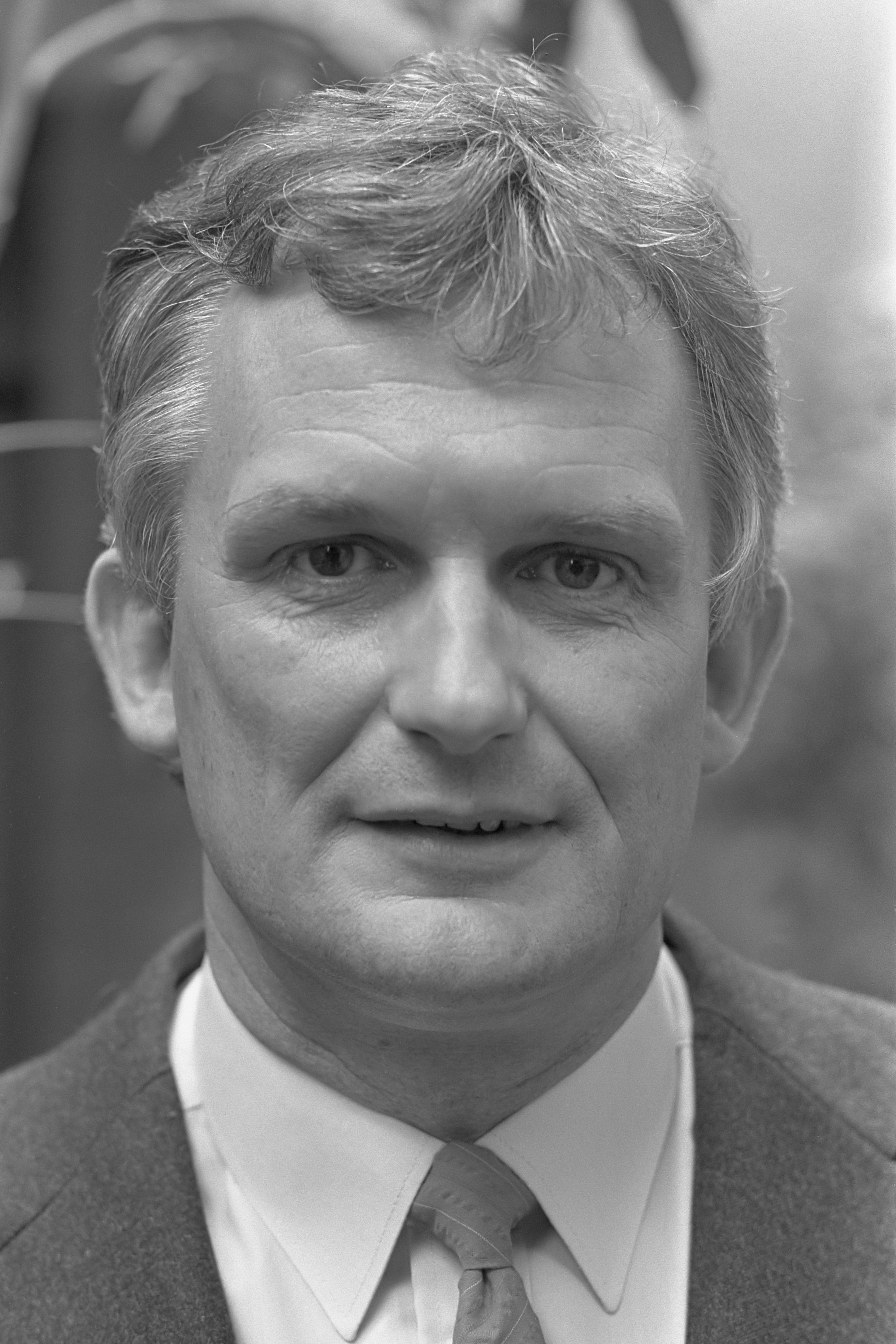
Wim de Bie
overleden in 2023

- 853 - Haymo van Halberstadt (75), Frankisch bisschop
- 1482 - Maria van Bourgondië (25), hertogin van Bourgondië
- 1679 - Abraham Mignon (38), Nederlands kunstschilder
- 1883 - Philipp Christoph Zeller (74), Duits entomoloog
- 1918 - Martin Sheridan (36), Amerikaans atleet
- 1923 - James Dewar (80), Schots scheikundige en natuurkundige
- 1931 - Arnold Bennett (63), Engels romanschrijver
- 1932 - Hugo Zieger (67), Duits kunstschilder
- 1945 - Wilhelm Menne (34), Duits roeier
- 1964 - Titus Buitenhuis (71), Nederlands NSB-burgemeester
- 1965 - Dirk Lotsij (82), Nederlands voetballer
- 1967 - Jaroslav Heyrovský (76), Tsjechisch wetenschapper en Nobelprijswinnaar
- 1967 - Gerardus de Vet (49), Nederlands bisschop van Breda
- 1968 - Joeri Gagarin (34), Russisch kosmonaut
- 1970 - Ale Algra (67), Nederlands schrijver
- 1972 - Maurits Cornelis Escher (73), Nederlands kunstenaar
- 1977 - Jacob Veldhuyzen van Zanten (50), Nederlands gezagvoerder KLM
- 1978 - Sverre Farstad (58), Noors schaatser
- 1993 - Charles Anderson (78), Amerikaans ruiter
- 1993 - Clifford Jordan (61), Amerikaans jazzsaxofonist en -fluitist
- 1993 - Kate Reid (62), Canadees actrice
- 1993 - Willem Russell (75), Nederlands politicus
- 1997 - Emile Stijnen (89), Belgisch voetballer
- 1999 - Nahum Stelmach (62), Israëlisch voetballer
- 2000 - Ian Dury (57), Brits zanger, liedjesschrijver en bandleider
- 2001 - Fred Germonprez (87), Belgisch schrijver en journalist
- 2001 - Gerard Verbeke (90), Belgisch geestelijke
- 2002 - Milton Berle (93), Amerikaans komiek
- 2002 - Dudley Moore (66), Brits acteur en muzikant
- 2002 - Billy Wilder (95), Oostenrijks-Amerikaans filmmaker
- 2006 - Stanisław Lem (84), Pools schrijver
- 2006 - Dick Mallon (79), Nederlands oud-hoofdredacteur van het ANP
- 2007 - Théo Mathy (82), Waals sportjournalist en televisiepresentator
- 2007 - Paul Lauterbur (77), Amerikaans scheikundige
- 2007 - Joe Sentieri (82), Italiaans zanger en acteur
- 2008 - Ton van Heugten (62), Nederlands motorcrossrijder
- 2010 - Vasili Smyslov (89), Russisch schaker en ex-wereldkampioen
- 2011 - Farley Granger (85), Amerikaans acteur
- 2012 - Adrienne Rich (82), Amerikaans feministe, dichteres en essayiste
- 2013 - Hjalmar Andersen (90), Noors schaatser
- 2014 - James Schlesinger (85), Amerikaans politicus
- 2015 - Peter Nieuwerf (76), Nederlands jazzgitarist
- 2015 - Mate Trojanović (84), Joegoslavisch roeier
- 2015 - Leo Wouters (84), Belgisch voetballer
- 2016 - Moeder Angelica (92), Amerikaans kloosterzuster
- 2016 - Alain Decaux (90), Frans historicus
- 2016 - Antoine Demoitié (25), Belgisch wielrenner
- 2017 - Arthur Blythe (76), Amerikaans saxofonist en componist
- 2017 - Clem Curtis (76), Brits zanger
- 2017 - Rainer Kussmaul (70), Duits violist en dirigent
- 2017 - Edoeard Moedrik (77), Sovjet-Russisch voetballer
- 2017 - David Storey (83), Brits schrijver
- 2018 - Stéphane Audran (85), Frans actrice
- 2019 - Valeri Bykovski (84), Russisch astronaut
- 2019 - Leon van Halder (64), Nederlands ambtenaar en bestuurder
- 2019 - Hans Simons (71), Nederlands politicus
- 2020 - Bob Andy (Keith Anderson) (75), Jamaicaans singer, songwriter and producer (Bob & Marcia)
- 2020 - Carl Friedman (67), Nederlands schrijfster en columnist
- 2020 - Petra Hillenius (52), Nederlands zwemster
- 2021 - Hugo Dellas (82), Belgisch zanger en acteur
- 2021 - Don Mellenbergh (82), Nederlands psycholoog en methodoloog
- 2022 - Titus Buberník (88), Slowaaks voetballer
- 2022 - Aleksandra Zabelina (85), Russisch schermster
- 2023 - Wim de Bie (83), Nederlands televisiemaker, cabaretier en schrijver
- 2023 - James Bowman (81), Brits contratenor
- 2023 - Emahoy Tsegué-Maryam Guèbrou (99), Ethiopisch zuster, pianiste en componiste
- 2023 - Thijs Slegers (46), Nederlands sportjournalist en persvoorlichter
- 2024 - Choi Dae-shik (59), Zuid-Koreaans voetballer
- 2024 - Daniel Kahneman (90), Israëlisch-Amerikaans psycholoog
- 2024 - Joe Lieberman (82), Amerikaans politicus
- 2025 - Loretta Schrijver (68), Nederlands nieuwslezeres en presentatrice

## Viering/herdenking
- Pasen in 1622, 1633, 1644, 1701, 1712, 1785, 1796, 1842, 1853, 1864, 1910, 1921, 1932, 2005, 2016.
- Ramnavmi / Ram Navami hindoefeestdag ter ere van de geboorte van Ram oftewel Shri Ramchandra, de zevende incarnatie van Vishnu.
- Rooms-katholieke kalender:
  - Heilige Rupert van Salzburg († 717)
  - Heilige Johannes van Egypte, de helderziende († 394)
  - Heiligen martelaren van Illyrië: Lydia en Philetus († 121)
  - Heilige Augusta (van Treviso) († c. 400)
  - Zalige Haymo van Halberstadt († 853)

## Weerextremen

### Nederland
| | Officiële records | Officiële records | Officiële records |      | Landelijke records | Landelijke records | Landelijke records                           |
| Gebeurtenis | Jaar              | Extreem           | Locatie           | Jaar | Extreem            | Locatie            |                                              |
| --- | ----------------- | ----------------- | ----------------- | ---- | ------------------ | ------------------ | -------------------------------------------- |
| Laagste etmaalgemiddelde temperatuur (°C) | 1901              | −1,6              | De Bilt           |      | 1901               | −1,6               | De Bilt                                      |
| Hoogste etmaalgemiddelde temperatuur (°C) | 1923, 1989        | 14,3              | De Bilt           |      | 1989               | 14,8               | Maastricht                                   |
| Laagste minimumtemperatuur (°C) | 1993              | −4,5              | De Bilt           |      | 1931               | −7,3               | Eelde                                        |
| Hoogste minimumtemperatuur (°C) | 2006              | 10,4              | De Bilt           |      | 2006               | 11,0               | Gilze-Rijen                                  |
| Laagste maximumtemperatuur (°C) | 1901              | 2,5               | De Bilt           |      | 1952               | 1,9                | Maastricht                                   |
| Hoogste maximumtemperatuur (°C) | 1923              | 20,9              | De Bilt           |      | 1989               | 22,1               | Maastricht                                   |
| Hoogste uurgemiddelde windsnelheid (m/s) | 1987              | 13,4              | De Bilt           |      | 1987               | 23,7               | IJmuiden                                     |
| Hoogste windstoot (m/s) | 1987              | 24,7              | De Bilt           |      | 1987               | 36,5               | Valkenburg ZH                                |
| Langste zonneschijnduur (uur) | 2002, 2013        | 11,8              | De Bilt           |      | 1993 1996          | 11,9               | De Kooy, Rotterdam, Valkenburg ZH Vlissingen |
| Langste neerslagduur (uur) | 1977              | 17,5              | De Bilt           |      | 1977               | 19,1               | Schiphol                                     |
| Hoogste etmaalsom van de neerslag (mm) | 1967              | 21,5              | De Bilt           |      | 1980               | 21,7               | Maastricht                                   |
| Laagste etmaalgemiddelde relatieve vochtigheid (%) | 1948              | 45                | De Bilt           |      | 1948               | 42                 | Maastricht                                   |
| Laagste uurwaarde luchtdruk op zeeniveau (hPa) | 1966              | 979,4             | De Bilt           |      | 1966               | 973,5              | Leeuwarden                                   |
| Hoogste uurwaarde luchtdruk op zeeniveau (hPa) | 2012              | 1036,5            | De Bilt           |      | 1968               | 1038,5             | Maastricht                                   |
| Officiële records worden altijd gemeten op het KNMI-weerstation in De Bilt. Landelijke records kunnen worden gemeten op elk officieel KNMI-weerstation in Nederland. |                   |                   |                   |      |                    |                    |                                              |

Uitzonderlijke gebeurtenissen
- 1907 - Eerste officiële zachte dag van het jaar (maximumtemperatuur ≥ 15 °C in De Bilt)
- 1907 - Eerste landelijke zachte dag van het jaar gemeten in De Bilt (maximumtemperatuur ≥ 15 °C op een officieel weerstation)
- 1958 - Eerste officiële zachte dag van het jaar (maximumtemperatuur ≥ 15 °C in De Bilt)
- 1989 - Eerste officiële warme dag van het jaar (maximumtemperatuur ≥ 20 °C in De Bilt)
- 2006 - Eerste landelijke warme dag van het jaar gemeten in Eindhoven (maximumtemperatuur ≥ 20 °C op een officieel weerstation)

### België
Dagrecords
- 1853 - Laagste etmaalgemiddelde temperatuur −0,9 °C
- 2006 - Hoogste etmaalgemiddelde temperatuur 16 °C
- 1853 - Laagste minimumtemperatuur −5 °C
- 1989 - Hoogste maximumtemperatuur 21,7 °C
- 1986 - Hoogste etmaalsom van de neerslag 23,4 mm

Uitzonderlijke gebeurtenissen
- 1970 - Maximumtemperatuur slechts 6,5 °C in Ukkel en 2,8 °C in Stavelot.
- 1978 - Einde van 10 dagen vorst in Mont-Rigi (Waimes).

<< · 1 · 2 · 3 · 4 · 5 · 6 · 7 · 8 · 9 · 10 · 11 · 12 · 13 · 14 · 15 · 16 · 17 · 18 · 19 · 20 · 21 · 22 · 23 · 24 · 25 · 26 · 27 · 28 · 29 · 30 · 31 · >>